# 5747 Вільяміна
5747 Вільяміна (інші назви — (5747) 1991 CO3 (1991 CO3, 1972 BF) — астероїд головного поясу. Відкритий 10 лютого 1991 року Робертом Макнотом. Названий на честь американського астронома шотландського походження Вільяміни Флемінг.
Тіссеранів параметр щодо Юпітера — 3,369.